# Julie T. Wallace
Julie Therese Wallace, född 28 maj 1961 i Wimbledon i London, är en brittisk skådespelerska. Hon var nominerad till ett BAFTA-pris för sin roll som "hondjävulen" Ruth Patchett i den brittiska dramakomediserien En hondjävuls liv och lustar 1986. Hon är mest känd för denna roll samt för rollen som Rosika Miklos i Bondfilmen Iskallt uppdrag. I Storbritannien är hon även känd för att ha medverkat i några säsonger av den fortfarande sända dramaserien Tillbaka till Aidensfield.

## Filmografi (filmer som haft svensk premiär)[3]
- 1986 - En hondjävuls liv och lustar - Ruth
- 1987 - Iskallt uppdrag - Rosika Miklos
- 1997 - Det femte elementet - major Iceborg
- 1998 - B. Monkey - Mrs. Sturge